# Štefanija Caratan
Štefanija s. Alojzija Caratan (Višegrad, 8. veljače 1905. – Granešina kod Zagreba, 4. srpnja 1995.), časna sestra Družbe Kćeri Božje ljubavi, znanstvenica, knjižničarka Staroslavenskoga instituta u Zagrebu, učiteljica u crkvenim školama, crkvena povjesničarka.

## Životopis
Rođena u Višegradu u uglednoj obitelji, od oca Jure i majke Antonije rođ. Crnić. Otac je bio pravnik i vrlo imućan čovjek. Privatnu učiteljsku školu završila u Zavodu sv. Josipa u Sarajevu. Radila kao učiteljica na OŠ u Zavodu sv. Josipa i Zavodu sv. Augustina, u Građanskoj školi u Zavodu sv. Josipa. 1927. odlučila se za redovnički život, uzela ime sestra Alojzija te 1932. položija doživotne zavjete. Potom studirala na Filozofskom fakultetu u Zagrebu XV. grupu znanosti te jednu godinu na Fakultetu u Beču. Naučila njemački. Bila ravnateljicom osnovne škole i građanske škole te nastavnica u privatnoj ženskoj učiteljskoj školi.
1937. godine bila je ravnateljica Zavoda sv. Josipa u Sarajevu. Od 1938. radi u Građanskoj školi u Zavodu Kraljice sv. Krunice u Tuzli. Predratne godine radi u Domaćinskoj učiteljskoj školi Kola domaćica u Zagrebu. Uskoro se vratila u Tuzlu gdje je radila sve do 25. svibnja 1945. kad je uredbom Ministarstva prosvjete Narodne vlade BiH ukinute sve privatne škole u BiH. S Rozalijom s. Boženom Mutić pripremala je školsku dokumentaciju radi pripmopredaje vlastima. Poslije rata časne sestre te Družbe bile su izložene progonima. Već 1945. bile su zatvorene sestre koje su bile prosvjetne radnice, upravo one koje su od 1882. do 1945. opismenjavale i visoko obrazovale djecu i mladež Bosne i Hercegovine, pa i šire. Među zatvorenima je bila s. Alojzija. Osuđene sestre tamnovale su u Sarajevu, Zenici i Stocu, radeći teške poslove na prisilnom radu.
S. Alojzija je tamnovala na nekom zatvorskom potkrovlju u Albaharijevoj ulici, čak i usred jake zime. Otac ju je bezuspješno pokušao preko nekog političkog komesara osloboditi. Ukupno je provela 14 mjeseci zatvora u Sarajevu i u Zenici. 
Godine 1949. novi je progon usljedio. Strašno komunističko progonstvo redovnica u Bosni i Hercegovini. U roku od 24 sata Sestre Kćeri Božje ljubavi morale su napustiti samostane u Sarajevu: Zavod sv. Josipa i Zavod sv. Augustina te Antunovac na Ilidži i samostan Betanija u Slatini kraj Sarajeva. Po naredbi crvene vlasti morale su skinuti i redovničko odijelo. Sestrama je svagdje i sve oduzeto, samo im groblja nisu dirali. Veliku su pomoć proganjanim časnim sestrama pružili franjevci Bosne Srebrene. S. Alojzija napisala je u knjizi Provincija Božje providnosti Družbe Kćeri Božje ljubavi 1882-1982. (Zagreb-Split 1882, str. 194) s dr. Boženom Mutić iz Vareša, geologinjom-mineraloginjom: "Nikada Kćeri Božje ljubavi neće zaboraviti svestranu bratsku pomoć koju su im franjevci provincije 'Bosne Srebrene' pružili u tim teškim danima i godinama."
1949. radi u Zagrebu u Oglasnom zavodu, pa u Staroslavenskom institutu sve do umirovljenja 1973. godine. 1983. vratila se u samostan Presvetoga Trojstva u Sarajevo.
Poslije zatvora otišla je u Zagreb te se zaposlila na Staroslavenskom institutu, gdje je uredila i katalogizirala knjižnicu. Nikad nije htjela pričati o zatvorskim danima.
Istraživala dokumentaciju u Matici Družbe te je radila na povijesti svoje Provincije. Prikupljala statističke podatke o Provinciji Božje Providnosti svoje Družbe. Surađivala s Kršćanskom sadašnjosti na Rječniku biblijske teologije te sa zbornikom Kačić. Radeći s Časoslovom naroda Božjega. 1972. lektorirala i korigirala prijevode biblijskih tekstova. Sudjelovala u izradi postkoncilskih Konstitucija i Direktorija Družbe Provincije Božje Providnosti. Delegatkinja na generalnim i provincijskim kapitulima. Mnogo se angažirala na raspačavanju faksimiliranog izdanja Hrvojeva misala. Ekscerpirala hrvatskoglagoljske izvore za Rječnik crkvenoslavenskoga jezika hrvatske redakcije. 
Pokopana je u Granešini kod Zagreba.